# Alex Steeves
Alexander "Alex" Steeves, född 10 december 1999, är en amerikansk professionell ishockeyforward som är kontrakterad till Toronto Maple Leafs i National Hockey League (NHL) och spelar för Toronto Marlies i American Hockey League (AHL).
Han har tidigare spelat för Notre Dame Fighting Irish i National Collegiate Athletic Association (NCAA) och Sioux City Musketeers och Dubuque Fighting Saints i United States Hockey League i (USHL).
Steeves blev aldrig NHL-draftad.

## Statistik
| 2014–2015   | Manchester Jr. Monarchs U16    | USPHL       | 28  | 17 | 21 | 38 | 34 | 4  | 2 | 3 | 5  | 2  |
|             | Manchester Jr. Monarchs U18    | USPHL       | 1   | 0  | 1  | 1  | 0  | —  | — | — | —  | —  |
| 2015–2016   | New Hampshire Jr. Monarchs U18 | EJEPL       | 13  | 1  | 4  | 5  | 2  | —  | — | — | —  | —  |
|             | New Hampshire Jr. Monarchs U18 | ECEL        | 9   | 6  | 6  | 12 | 16 | —  | — | — | —  | —  |
|             | Sioux City Musketeers          | USHL        | 39  | 5  | 6  | 11 | 16 | —  | — | — | —  | —  |
|             | New Hampshire Jr. Monarchs     | EHL         | 4   | 2  | 4  | 6  | 0  | —  | — | — | —  | —  |
| 2016–2017   | Dubuque Fighting Saints        | USHL        | 53  | 6  | 12 | 18 | 33 | 8  | 1 | 3 | 4  | 17 |
| 2017–2018   | Dubuque Fighting Saints        | USHL        | 55  | 20 | 37 | 57 | 28 | 5  | 2 | 4 | 6  | 0  |
| 2018–2019   | Notre Dame Fighting Irish      | NCAA        | 39  | 7  | 2  | 9  | 10 | —  | — | — | —  | —  |
| 2019–2020   | Notre Dame Fighting Irish      | NCAA        | 36  | 11 | 17 | 28 | 10 | —  | — | — | —  | —  |
| 2020–2021   | Notre Dame Fighting Irish      | NCAA        | 29  | 15 | 17 | 32 | 8  | —  | — | — | —  | —  |
| 2021–2022   | Toronto Maple Leafs            | NHL         | 1   | 0  | 0  | 0  | 0  | —  | — | — | —  | —  |
|             | Toronto Marlies                | AHL         | 12  | 7  | 5  | 12 | 4  | —  | — | — | —  | —  |
| NHL totalt  | NHL totalt                     | NHL totalt  | 1   | 0  | 0  | 0  | 0  | —  | — | — | —  | —  |
| NCAA totalt | NCAA totalt                    | NCAA totalt | 104 | 33 | 36 | 69 | 28 | —  | — | — | —  | —  |
| USHL totalt | USHL totalt                    | USHL totalt | 147 | 31 | 55 | 86 | 77 | 13 | 3 | 7 | 10 | 17 |